# Zakarijja Muhji ad-Din
Zakarijja Muhji ad-Din (ur. 5 lipca 1918, zm. 15 maja 2012) – egipski wojskowy i polityk, uczestnik rewolucji r. 1952, premier Egiptu w latach 1965-1966.

## Życiorys
Pochodził z zamożnej rodziny właściciela ziemskiego. W czasie studiów poznał Gamala Abdela Nasera, Abd al-Hakima Amira, Anwara as-Sadata oraz Abd al-Latifa Baghdadiego, którzy podobnie jak on wyrażali poglądy nacjonalistyczne i antybrytyjskie. Po ukończeniu nauki razem z Naserem i as-Sadatem został skierowany do garnizonu w Mankabadzie. Walczył w wojnie izraelsko-arabskiej 1948-1949. Następnie był wykładowcą egipskiej Akademii Sztabowej. Działał w podziemnej organizacji Wolnych Oficerów, a być może należał do kierującego jej pracami komitetu. Według innego źródła do organizacji dołączył w ostatniej chwili przed rewolucją 1952. Wziął udział w rewolucji w Egipcie w 1952 i wszedł do nowego organu władzy państwowej – Rady Rewolucyjnych Dowódców, formalnie kierowanej przez gen. Muhammada Nagiba, faktycznie zaś przez Gamala Abdela Nasera. Stopniowo jego wpływy były coraz większe i stał się jedną z najważniejszych postaci w radzie. W latach 1953–1962 pełnił funkcję ministra spraw wewnętrznych, utworzył pierwszą porewolucyjną egipską służbę wywiadowczą. Od 1956 redagował rządowe pismo al-Masa. Odpowiadał także za skonfiskowaną po rewolucji własność obalonej dynastii, należał do Komitetu Wykonawczego Arabskiej Unii Socjalistycznej i brał udział w tworzeniu przy niej organizacji młodzieżowej. W 1961 był wiceprezydentem Egiptu, zaś od 1965 do 1966 – premierem. Był także przewodniczącym komitetu przyjaźni egipsko-greckiej.
W 1965 otrzymał Order Odrodzenia Polski I klasy.
W 1967, po klęsce Egiptu w wojnie sześciodniowej przeciwko Izraelowi, Gamal Abdel Naser ustąpił z urzędu prezydenckiego i mianował swoim następcą właśnie Zahhariję Muhji ad-Dina. Uważał bowiem, że właśnie on z grona elity rządowej zostanie najlepiej przyjęty na urzędzie przez Stany Zjednoczone, sojusznika Izraela. Ostatecznie Naser wrócił do sprawowania obowiązków prezydenta dzień po odejściu, gdy przez kraju przetoczyły się masowe demonstracje jego zwolenników. W 1967 Muhji ad-Din bezskutecznie nakłaniał Nasera do głębokich zmian w polityce wewnętrznej: rezygnacji z dążenia do socjalizmu, promowaniu jedności narodowej, ograniczeniu znaczenia sektora państwowego na rzecz zwiększenia swobody działalności gospodarczej. Stanowisko takie przedstawił na tajnych naradach Naczelnego Komitetu Wykonawczego Arabskiej Unii Socjalistycznej na przełomie 1967 i 1968. Domagał się wówczas także, by państwo przestało doinwestowywać nierentowne przedsiębiorstwa, zniosło ograniczenia dla sektora prywatnego i sprywatyzowało część posiadanych firm. Naser odrzucił wymienione postulaty. Stało się to przyczyną usunięcia Muhji ad-Dina ze wszystkich piastowanych stanowisk w końcu marca 1968 i jego usunięcia się z życia publicznego.
Muhji ad-Din sprzeciwiał się bliskiej współpracy Egiptu ze Związkiem Radzieckim. Krytykował politykę następcy Nasera na urzędzie prezydenckim, Anwara as-Sadata, z pozycji prawicowych, negatywnie odniósł się do porozumienia z Camp David. Nie brał szerszego udziału w życiu politycznym i społecznym kraju, odmawiał rozmów z prasą lub spisywania wspomnień. Wziął jedynie udział w uroczystościach 50. rocznicy rewolucji 1952.
Zmarł w 2012. W jego pogrzebie wzięli udział przewodniczący Najwyższej Rady Sił Zbrojnych, faktycznie rządzący państwem gen. Muhammad Husajn Tantawi, szef sztabu armii egipskiej Sami Anan, pełniący obowiązki premiera Kamal al-Dżanzuri oraz minister spraw wewnętrznym Muhammad Ibrahim.
Kuzyn Chalida Muhji ad-Dina, również działacza ruchu Wolnych Oficerów.